# Spital Bülach

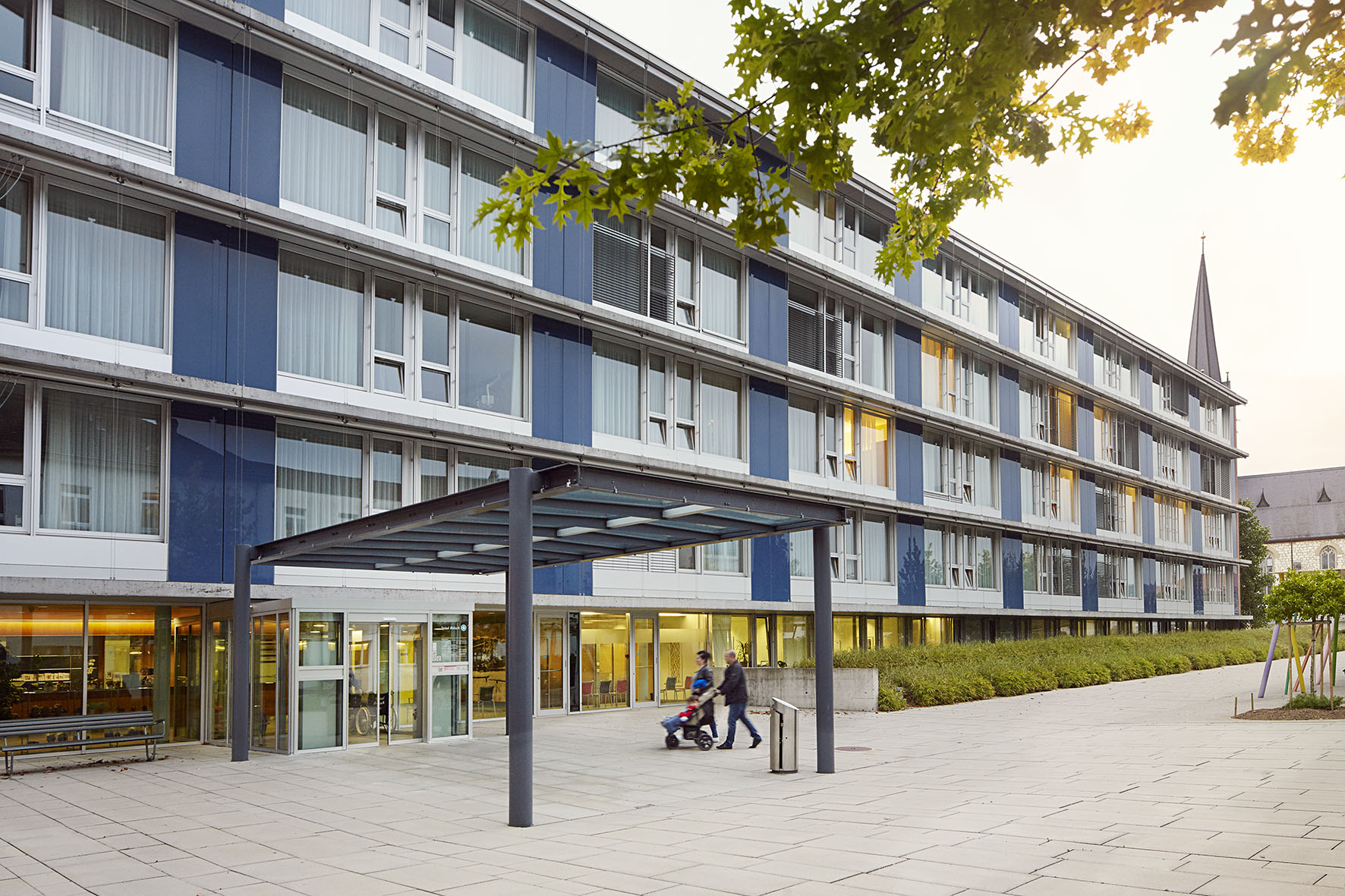
Eingangsbereich Spital Bülach

Das Spital Bülach ist ein medizinischer Grundversorger mit 170 Betten im Zürcher Unterland. Die rund 1'400 Mitarbeiter behandeln und betreuen pro Jahr über 11'000 stationäre und rund 72'000 ambulante Patienten.
Seit 2016 ist das Airport Medical Center (AMC) am Flughafen Zürich Teil der Spital Bülach AG. Spezialärzte und Fachpersonal betreuen dort pro Jahr über 4'300 ambulante Patienten. Die öffentliche Praxis stellt die medizinische Versorgung um den Flughafen und in den Südgemeinden sicher.

## Lage
Das Spital Bülach steht im Zentrum von Bülach gegenüber der katholischen Dreifaltigkeitskirche und liegt fünf Gehminuten vom Bahnhof Bülach entfernt.

## Spitalorganisation
Seit dem 1. Januar 2015 ist das Spital Bülach eine Aktiengesellschaft. Zu den Aktionären zählen 33 Gemeinden des Zürcher Unterlands. Das Spital besteht aus acht medizinischen und fünf administrativen Abteilungen. Das oberste Organ des Spitals Bülach ist die Generalversammlung, die aus Abgeordneten der Gemeinden besteht. Der Verwaltungsrat bildet das strategische Führungsgremium, während das operative Führungsgremium die Geschäftsleitung ist. Diese setzt sich aus der Spitaldirektorin (CEO), dem Direktor Finanzen (CFO), der Leitung Entwicklung, der Leitung HRM, den Ärztlichen Direktoren, der Leitung Pflegedienst, und der Leitung Services.

## Kliniken und Institute
- Notfallstation und Notfallpraxis: Notfälle werden rund um die Uhr von einem Team aus der Chirurgie, Inneren Medizin, Anästhesiologie, Radiologie und Notfallpflege versorgt. Die Notfallpraxis ist in Zusammenarbeit mit den Hausärzten der Regionen für medizinische Notfälle zuständig.
- Rettungsdienst und Notarzt: Die Rettungswagen an den Standorten Bülach und Kloten[2] stehen ebenfalls rund um die Uhr dem Zürcher Unterland zur Verfügung. Der Rettungsdienst hat pro Jahr über 8'800 Einsätze. Bei schwerwiegenden Verletzungen wird der eigene Notarzt mit einem spezialisierten Einsatzfahrzeug hinzugezogen.
- Klinik Chirurgie : Die Behandlungen beinhalten einerseits Standardeingriffe wie Operationen an der Leiste oder Gallenblase, andererseits auch spezialisierte Eingriffe, beispielsweise an der Schilddrüse.
- Klinik Urologie : Die Behandlung umfasst die Prävention, Erkennung und Therapie von Erkrankungen und Entzündungen, Steinleiden und Tumoren. Das Spital Bülach arbeitet mit der Uroviva Spezialklinik zusammen.
- Klinik Orthopädie: In der Klinik der Orthopädie werden Verletzungen am Bewegungsapparat operativ und nicht operativ behandelt. Nicht operative Behandlungen erfolgen in Zusammenarbeit mit der Physiotherapie.
- Innere Medizin: Nebst den Disziplinen allgemeine Innere Medizin, Angiologie, Endokrinologie / Diabetologie, Gastroenterologie, Kardiologie, Neurologie und Pneumologie gehören zur medizinischen Klinik auch die Intensivstation sowie die Kompetenzzentren Palliative Care und Akutgeriatrie.
- Gynäkologie & Geburtshilfe: In der Geburtenklinik des Spitals Bülach erfolgen rund 1'200 Geburten pro Jahr. Die Geburtshilfe umfasst medizinische und pflegerische Leistungen um die Geburt ab der 32. Schwangerschaftswoche mit Wochenbett und ambulanter Schwangerschaftsvorsorge. Der Bereich Gynäkologie klärt Erkrankungen im Bereich der Frauenheilkunde ab und bietet verschiedene Therapien. Das Spital Bülach ist Netzwerkpartner des Brustzentrums Senosuisse, einem Netzwerk zur Förderung der Brustgesundheit. Das Brustzentrum befasst sich mit der Abklärung und Behandlung von gut- und bösartigen Erkrankungen der Brust.
- Neonatologie, Kinder- und Jugendmedizin: Die Neonatologie betreut Risikogeburten ab der 32. Schwangerschaftswoche und früh- oder krankgeborene Babys.
- Institut für Radiologie: Das Institut für Radiologie arbeitet interdisziplinär mit allen Kliniken des Spitals Bülach zusammen und erbringt Dienstleistungen für das gesamte Spital. Es bietet ambulanten und stationären Patienten ein diagnostisches Spektrum an. Neben Magnetresonanztomografie (MRI), Computertomografie (CT), Ultraschall, Mammografie, digitalem Röntgen, interventioneller Radiologie und Schmerztherapie liegt der Schwerpunkt auf Neuroradiologie und Mammotome-Biopsien der Brust.
- Institut für Anästhesiologie: Das Team der Anästhesie betreut Patienten vor, während und nach einer Operation. Die multidisziplinäre Schmerzklinik hat ihren Schwerpunkt in der Behandlung von Patienten mit chronischen Schmerzen.
- Therapien, Beratungen & Labor: Das Spital Bülach bietet Physio- und Ergotherapie an. Die Fachpersonen der Ernährungs-, Diabetes- und Stillberatung sowie des Sozialdienstes beraten und unterstützen Patienten bei Schwierigkeiten, Fragen oder Problemen. Die Labordiagnostik leistet einen Beitrag zur schnellen Diagnose und Überwachung bei Patienten sowie bei der Prävention von Krankheiten. Das Spital Bülach verfügt über ein eigenes Labor, das 24 Stunden an 365 Tagen zur Verfügung steht.

## Geschichte des Spitals Bülach
1831 wanderte der Bülacher Lehrer Johannes Brunner nach England aus. Seine drei Söhne wurden alle im Alter von 16 Jahren zurück in die Schweiz geschickt, um Schulen zu besuchen. So auch sein zweitältester Sohn John Brunner, der im Jahr 1842 zur Welt gekommen ist. Dadurch blieb dieser mit seiner ursprünglichen Heimat, der Schweiz, verbunden.
1873 gründete er mit dem Deutschen Ludwig Mond die Chemiefirma Brunner, Mond und Company. 1927 entwickelte sich diese Firma zum Chemiekonzern Imperial Chemical Industries (ICI). Seine wirtschaftlichen Verdienste wurden von Königin Victoria mit einem Adelstitel ausgezeichnet. Zu Ehren seines Vaters stiftete er 1900 der Stadt Bülach die Summe von 5'000 Pfund Sterling (ca. 126'000 Fr.) zum Bau eines Gemeindespitals.
Bis in die 1930er-Jahre wurden Spitäler von Oberschwestern geführt. Schwester Cleophea Fehr führte von 1902 bis 1927 als Leitende Schwester das neue Bülacher Spital. Sie war gleichzeitig Managerin für Pflege, Personal, Finanzen, Hauswirtschaft, Küche, Land und Garten, technische Dienste, Ausbildung und Ärztekoordination. 1927 wurde ihr das Ehrenbürgerrecht der Gemeinde Bülach verliehen.
1935 wurde der Kreisspitalsverband Bülach gegründet. Das Spital gehörte nicht mehr der Gemeinde Bülach, sondern einem Verband bestehend aus den Gemeinden Bachenbülach, Bülach, Glattfelden, Hochfelden, Eglisau, Höri, Rafz, Wasterkingen, Hüntwangen, Wil und Winkel.
2012 entschied das Spital Bülach, dass der Zweckverband nicht mehr die geeignete Rechtsform für die zukünftige Entwicklung des Spitals sei. Deshalb kam es 2014 zu einer Abstimmung der 34 Zweckverbandsgemeinden über eine Rechtsformänderung in eine Aktiengesellschaft. Die Bevölkerung nahm die Abstimmung an, und das Spital Bülach wurde 2015 in die Spital Bülach AG umgewandelt.
Im Herbst 2025 startet das Spital Bülach mit der umfassenden Erweiterung und Modernisierung seines Behandlungstrakts. Das Projekt beinhaltet die Erneuerung der Notfallstation, der Operationssäle, der Intensivpflege und der Radiologie. Die erste Bauetappe soll 2028 abgeschlossen sein, die zweite folgt bis 2030. Die veranschlagten Kosten liegen bei 105 Millionen Franken. Damit wird das medizinische Angebot in der Region deutlich gestärkt und die Infrastruktur auf den neuesten Stand gebracht.

### Bauliche Entwicklung
- 1900 Bau des Brunnerstifts dank einer Spende von Sir John Brunner
- 1937 Anbau des Bettenhauses Süd
- 1963 Bau des Bettenhauses West und des Verbindungsteils
- 2006 Einweihung des Bettentrakts Ost